# 頭分 (大字)
頭分，原寫為頭份，是臺灣苗栗縣頭份市的一個傳統地域名稱，為全市行政及經濟中心所在地，位於該市西部。相較於今日行政區，其範圍大致包括頭份里、土牛里西北大半部、仁愛里不含東南部及西南端一小部分、信義里、和平里、民族里、民權里、民生里不含西南部邊界地帶及西北端。

## 歷史
台灣清治末期至日治初期，頭分地區為一街庄，稱為「頭份庄」，隸屬於竹南一堡。該庄西北與田藔庄為鄰，東北與蟠桃庄、興隆庄，東南邊北側一小段與斗換坪庄為鄰，東南邊南側較大段隔中港溪與東興庄為界，西南邊為蘆竹湳庄。
1901年（日治明治三十四年）11月，全台廢縣廳改設二十廳，該庄隸屬於新竹廳。1909年（明治四十二年）10月，合併二十廳為十二廳，該庄隸屬不變。1920年（大正九年），廢十二廳改設五州二廳，該庄改制並簡化為「頭分」大字，隸屬於新竹州竹南郡頭分庄，大字下有「頭分」、「土牛」、「土牛口」小字名。1940年6月，頭分庄升格為頭分街。
戰後頭分街改制並改名為頭份鎮，隸屬於新竹縣，大字亦改制為里。1950年桃、竹、苗分治，頭份鎮改隸屬於苗栗縣。2015年10月，因人口超過10萬，頭份鎮升格為頭份市。

## 聚落
本地區發展較早的聚落有土牛、土牛口、頭份、三份、四份、五份、新屋下、中肚、望更藔、河唇等，在日治期初期的官方地圖上已有記載。

## 交通
國道1號又稱「中山高速公路」，是台灣西部兩條縱向高速公路之一，大致以東北—西南走向蜿蜒經過頭分地區東南側。境內東北部縣道124甲線交會處設有頭份交流道，由此進入可快速前往台灣西部各地。
省道台1線又稱「縱貫公路」，是台北至屏東楓港的傳統平面幹道，大致以北北東—南南西走向轉東北—西南走向再轉橫向蜿蜒經過本地區西北部邊界地帶。由該道路向北北東轉西北可前往香山、新竹、竹北等地，向西轉南再轉西南可前往後龍、通霄、苑裡等地。
縣道124號是竹南至獅潭的道路，大致以橫向轉西南—東北走向再轉橫向經過本地區。由該道路向西可前往竹南，向東轉南可前往三灣、南庄、獅潭等地。
鄉道苗5線是頭份至下林坪的道路，其西北側端點位於頭份市區東南側的濱江街口。由此向東南過東興大橋出境後，可前往東興、永和山、下林坪並止於省道台3線路口。
鄉道苗7線（興隆路）是頭份至坪頂的道路，其西南側端點位於本地區東北部縣道124號路口。由此向北北東蜿蜒而行，出境後轉東北可前往興隆地區東北部大坪聚落的區道苗2線路口。

## 學校
- 頭份國小

## 廟宇
- 頭份義民廟（主祀由新竹新埔枋寮褒忠亭義民廟刈火分香的義民爺）
- 頭份福德祠（土地公廟）
- 楊統領廟（祀拜乙未戰爭陣亡的新楚軍統領楊載雲）

## 產業
- 頭份工業區